# Montmorency (Familienname)
Montmorency ist ein französischer Familienname.

## Namensträger
- Adrien de Montmorency-Laval (1768–1837), französischer Militär und Diplomat
- Anne de Montmorency (1493–1567), französischer Heerführer, Marschall und Hofbeamter
- Anne Charles François de Montmorency (1768–1846), französischer Militär und Politiker
- Anne Léon II. de Montmorency-Fosseux (1731–1799), französischer Militär
- Bouchard I. de Montmorency († um 1028), Herr von Montmorency und Stammvater des Hauses Montmorency
- Bouchard III. de Montmorency († 1124), Herr von Montmorency
- Bouchard IV. de Montmorency († 1189), Herr von Montmorency, Écouen, Conflans-Sainte-Honorine und Attichy
- Bouchard V. de Montmorency († 1243), Herr von Montmorency
- Charles Anne Sigismond de Montmorency-Luxembourg (1721–1777), französischer Militär
- Charles I. de Montmorency († 1381), Ritter, königlicher Rat und Kämmerer, Panetier de France, Marschall von Frankreich, Kapitän-General von Flandern und Picardie
- Charles de Montmorency, duc de Damville (1537–1612), Herzog von Damville, Pair von Frankreich und Admiral von Frankreich und der Bretagne
- Charles François I. de Montmorency-Luxembourg (1662–1726), Herzog von Piney-Luxemburg und Montmorency
- Charles François II. de Montmorency-Luxembourg (1702–1764), Herzog von Piney-Luxemburg und Montmorency sowie Marschall von Frankreich
- Charlotte-Marguerite de Montmorency (1594–1650), Fürstin von Condé und Mätresse von König Heinrich IV.
- Christian Louis de Montmorency-Luxembourg (1675–1746), französischer Militär
- Elisabeth Angélique de Montmorency (1627–1695), durch Heirat Herzogin von Châtillon und später von Mecklenburg-Schwerin
- François de Montmorency (1530–1579), 2. Herzog von Montmorency und Marschall von Frankreich
- François de Montmorency, seigneur de La Rochepot († 1551), französischer Adliger und Militär
- François de Montmorency-Bouteville (1600–1627), Seigneur von Bouteville, Graf von Luxe und Gouverneur von Senlis
- François de Montmorency-Laval (1623–1708), erster katholischer Bischof Kanadas
- François-Henri de Montmorency-Luxembourg (1628–1695), Herzog von Luxemburg und Marschall von Frankreich
- Françoise de Montmorency-Fosseux, Mätresse von König Heinrich IV.
- Guillaume de Montmorency, baron de Montmorency (1454–1531), französischer Adliger, Staatsmann und Kammerherr
- Guillaume de Montmorency, seigneur de Thoré (1546/1547–1594), französischer Militär
- Guy André Pierre de Montmorency-Laval (1723–1798), französischer Militär, Marschall von Frankreich
- Henri I. de Montmorency (1534–1614), Marschall und Connétable von Frankreich
- Henri II. de Montmorency (1595–1632), Großadmiral und Marschall von Frankreich, Vizekönig von Neu-Frankreich, Gouverneur und Herzog von Montmorency
- Jean II. de Montmorency (1401–1477), französischer Adliger, Großkammerherr von Frankreich
- Jeanne-Marguerite de Montmorency (1646–1700), französische Mystikerin und Eremitin
- Jehan de Montmorency, spanischer Diplomat
- Louis-Joseph de Montmorency-Laval (1724–1808), französischer Geistlicher, Bischof von Metz
- Louis de Gand de Merode de Montmorency (1678–1767), französischer Militär, Marschall von Frankreich
- Mathieu I. de Montmorency († 1160), Herr von Montmorency und Connétable von Frankreich
- Mathieu II. de Montmorency († 1230), Connétable von Frankreich
- Mathieu III. de Montmorency († 1270), Herr von Montmorency
- Mathieu IV. de Montmorency  († 1305), Herr von Montmorency
- Mathieu de Montmorency-Laval (1767–1826), französischer Maréchal de camp, Staatsmann, Diplomat und Minister
- Mathieu de Montmorency († 1203), französischer Adliger, Kreuzfahrer und Begründer der Linie Montmorency-Marly, siehe Mathieu I. de Marly
- Philippe de Montmorency, Graf von Hoorn († 1568), niederländischer Admiral und Freiheitskämpfer
- Rachel de Montmorency (1891–1961), britische Glasmalerin